# Henderson Field
Henderson Field – używane w czasach II wojny światowej lotnisko na wyspie Guadalcanal w archipelagu Wysp Salomona. Obecnie port lotniczy Honiara.

## Historia

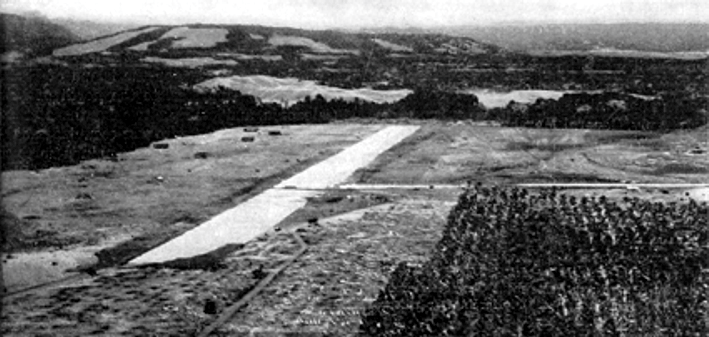
Henderson Field w lipcu 1942 r.

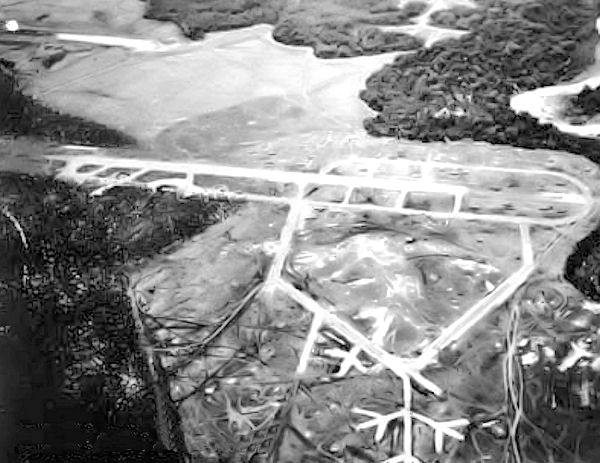
Henderson Field w kwietniu 1943 r.

### Japońska budowa
Po zajęciu Wysp Salomona w kwietniu 1942 r., japońskie dowództwo postanowiło zdobyć Port Moresby na Nowej Gwinei i Tulagi w południowych Wyspach Salomona w celu powiększenia swojej południowej granicy defensywnej. Zajęcie Nauru, Banaby, Nowej Kaledonii, Fidżi i Samoa przecięłoby linie zaopatrzeniowe pomiędzy Australią i Stanami Zjednoczonymi, co spowodowałoby zmniejszenie lub wyeliminowanie zagrożenia dla japońskich pozycji na Południowym Pacyfiku ze strony Australii.
Budowa lotniska na Guadalcanalu została rozpoczęta przez japońskich inżynierów, kiedy ci przybyli na tę wyspę na początku maja 1942 roku. Zostało nazwane "Lunga Point", lub po japońsku "Runga Point", a w kodzie nazwane "RXI". Lotnisko pozwoliłoby japońskiemu lotnictwu na patrolowanie południowych Wysp Salomona, linii zaopatrzeniowych do Australii i wschodniego skrzydła Nowej Gwinei.
Do budowy zaangażowano dwie główne jednostki budowlane: jedna z 1309 robotnikami, druga z 1145 robotnikami. Jednostki te miały zostać wysłane na Midway, gdyby atol został zdobyty. Przybyły na Guadalcanal 6 lipca 1942 r. i rozpoczęły budowę trzy dni później. Budowa została zauważona i zraportowana przez strażników wybrzeża, co zaowocowało amerykańskimi planami zdobycia wyspy i użycia lotniska dla własnych celów.
W połowie czerwca 250 dodatkowych cywilnych robotników przybyło na wyspę pod dowództwem Inouree Hama, który miał wcześniej 50 ludzi na Gavutu. Dodatkowo specjaliści z 14. Korpusu Obozowego zbudowali stacje radiowe na Tulagi, Gavutu i RXI. Lokalna ludność również została wykorzystana do budowy.
Budowa lotniska szła szybciej niż przewidywał harmonogram i nocą 6 sierpnia, dzień przed amerykańskim lądowaniem, robotnicy otrzymali dodatkową rację sake za ukończenie lotniska przed terminem.

### Przejęcie przez Amerykanów i bitwa o Guadalcanal
7 sierpnia 1942 r., w ramach operacji Watchtower, na Guadalcanalu oraz okolicznych wyspach Tulagi i Florida Island wylądowała dowodzona przez generała Alexandera Vandegrifta amerykańska 1. dywizja piechoty morskiej, z zadaniem zajęcia i utrzymania budowanego lotniska, celem przerwania zagrożenia dla szlaków komunikacyjnych między Stanami Zjednoczonymi, Australią i Nową Zelandią. Dodatkowo adm. Ernest King, który był inicjatorem i organizatorem kampanii na Wyspach Salomona, chciał wykorzystać Guadalcanal i Tulagi jako bazy do wsparcia kampanii i ostatecznego zdobycia lub zneutralizowania japońskich baz w Rabaulu i Nowej Brytanii.
Mający przewagę liczebną Amerykanie zdobyli Tulagi i Florida Islands, jak również prawie ukończone lotnisko RXI na Guadalcanalu. Zdobyte lotnisko zostało nazwane Henderson Field ku pamięci majora Marines, Loftona Hendersona, dowódcy VMSB-241, zabitego podczas bitwy pod Midway podczas ataku na japońskie lotniskowce, który w ten sposób został pierwszym lotnikiem Marines, który zginął w tej bitwie.

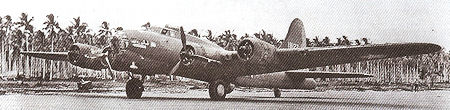
Boeing B-17E z 11th Bomb Group, 42d Bomb Squadron na Henderson Field, 1943 r.

Zaskoczeni amerykańską ofensywą Japończycy, pomiędzy sierpniem i listopadem kilka razy próbowali odzyskać lotnisko. Trzy bitwy lądowe, siedem bitew morskich i ciągła walka w powietrzu doprowadziły do decydującej bitwy morskiej pod Guadalcanalem na początku listopada, podczas której Japończycy po raz ostatni próbowali odzyskać Henderson Field.
W grudniu 1942 r. Japończycy porzucili próby odzyskania Guadalcanalu i wycofali swoje wojska do 7 lutego 1943 roku.

### Operacje po bitwie o Guadalcanal
Rozpoznanie było prowadzone przez specjalnie przystosowane bombowce B-24, operujące z Henderson Field, Eniwetoku i innych wysp w 1944 roku. Eskadry Royal New Zealand Air Force wykorzystywały to lotnisko w październiku i listopadzie 1944 r. do prowadzenia rozpoznania i przeszukiwań.

### Powojenne użycie
Po wojnie lotnisko zostało opuszczone. Zostało zmodernizowane i ponownie otwarte w 1969 jako port lotniczy Honiara, główny port lotniczy na Wyspach Salomona. W latach 70. pas startowy został przedłużony.

## Amerykańskie jednostki stacjonujące na Henderson Field

### United States Navy
|  | - VF-5 (F4F), wrzesień 1942 r. - VC-40 (SBD, TBF) - VMSB-131 (TBF), 1943 r. - VF-26 (F4F), 10 marca – 25 kwietnia i 26 czerwca – 5 sierpnia 1943 r. - VF-27 (F4F), 10 marca – 25 kwietnia i 26 czerwca – 5 sierpnia 1943 r. - VF-28 (F4F), 10 marca – 25 kwietnia i 26 czerwca – 5 sierpnia 1943 r. | - CAG 11 (Carrier Air Group 11) - VF-11 (VB-11), 1943 r. - VB-21 (SBD), 1943 r. - VT-11 (TBF), 1943 r. - CASU-11 (Carrier Aircraft Service Unit), luty 1943 – lipiec 1944 r. - VS-54 (SBD, OS2U), 11 czerwca 1943 – 3 sierpnia 1944 r. |

### United States Marine Corps
|  | - 1. dywizja marines - VMTB-132 (SBD), 30 października – 24 grudnia 1942 r. - VMTB-233 (SBD / TBF), sierpień 1943 – 29 października 1943 r. - VMF-121 (F4F), październik 1942 r. - VMF-122 "Wolf Pack" (F4U), maj – 28 lipca 1943 r. - VMF-122 (F4U), czerwiec – 23 lipca 1943 r. - VMF-124 (F4U), 4 kwietnia 1943 r.–? | - VMSB-132 (SBD), 23 czerwca – 2 sierpnia 1943 r. - VMSB-143 (TBF), 12 listopada 1942 r.–? - VMSB-144 (SBD-3), 13 czerwca – 26 czerwca 1943 r. - VMSB-236 (SBD), listopad – 25 listopada 1943 - MABS-1 (Marine Air Base Squad-1), 1 lutego – listopad 1943 r. |

### United States Army Air Forces
- 44th FS
- 38th BG, 70th BS (B-26), styczeń – 4 lutego 1943 r.
- 42nd BG, 69th BS (B-26, B-25), styczeń – październik 1943 r.
- 42nd BG, 75th BS (B-25), ? – 21 października 1943 r.
- 38th BG, 70th BS (B-25), ? – 22 października 1943 r.
- 347th FG, 67th FS (P-39), 22 sierpnia 1942 – czerwiec 1943 r.
- 42nd BG, 390th BS (B-25), 11 maja – 22 października 1943 r.